# Samoborec
Samoborec is een plaats in de gemeente Vrbovec in de Kroatische provincie Zagreb. De plaats telt 126 inwoners (2001).